# ロマンスがありあまる
「ロマンスがありあまる」は、ゲスの極み乙女。の楽曲で、通算3枚目のシングル。2015年6月17日にワーナーミュージック・ジャパンから発売された。

## 概要
前作「私以外私じゃないの」から約2か月ぶりのリリースとなる表題作は、映画『ストレイヤーズ・クロニクル』の主題歌であり、バンドにとっては初の映画主題歌である。表題作の歌詞には作品に登場する一部の台詞が使用されている。また、表題作は日本テレビ系列限定で流されるトヨタ自動車「スペイド」「ポルテ」のCMソングとしても用いられており、いずれのCMにもメンバー本人が出演している。
発売後の2024年12月からはめちゃコミックのCMソングとして使用された。

## プロモーションビデオ
「ロマンスがありあまる」のプロモーションビデオの監督は中村浩紀が務めた。映像はモノクロで、バンドの演奏シーンは動画と静止画が交互に切り替わる構成となっている。また、川谷がギター、キーボード、カオシレーターを使用する場面も存在する。

## 収録曲
| 全作詞・作曲: 川谷絵音。 | |          |            |      |
| #                        | タイトル | 作詞     | 作曲・編曲 | 時間 |
| 1.                       | 「ロマンスがありあまる」(ワーナー・ブラザース映画配給映画『ストレイヤーズ・クロニクル』主題歌及び トヨタ自動車「スペイド」「ポルテ」CMソング) | 川谷絵音 | 川谷絵音   | 3:45 |
| 2.                       | 「サイデンティティ」(ワーナー･ブラザース映画配給映画『ストレイヤーズ･クロニクル』挿入歌)                                                      | 川谷絵音 | 川谷絵音   | 3:25 |
| 3.                       | 「Ink」 | 川谷絵音 | 川谷絵音   | 3:49 |
| 合計時間:                | 合計時間: | 10:59    |            |      |

## 参加メンバー
- 川谷絵音：ボーカル/ギター (#1,#3)/キーボード (#1)/カオシレーター (#1)/プログラミング (#3)
- 休日課長：ベース/コーラス
- ちゃんMARI：キーボード/コーラス
- ほな・いこか：ドラムス/コーラス

サポート
- 佐々木みお：コーラス (#1,#2,#3)
- 服部恵津子：コーラス (#3)